# ヒュペレーノール
ヒュペレーノール（古希: Ὺπερήνωρ, Hyperēnōr）は、ギリシア神話の人物。長母音を省略してヒュペレノルとも表記される。
- カドモスに仕えたスパルトイの1人[1][2][3]。
- アトラースの娘アルキュオネーとポセイドーンの子[4]。
- アレトゥーサとポセイドーンの子アバースの子[5]。
- パントオスとプロンティスの子（以下に説明）

ヒュペレーノール（Ὺπερήνωρ, Hyperēnōr）は、ギリシア神話の人物である。トローイアの老臣パントオスとプロンティスの子で、プーリュダマース、エウポルボスと兄弟。トロイア戦争で戦った。
トローイア軍がギリシア軍の防壁を攻撃したとき、ヘーラーはアプロディーテーから帯を借り受け、ヒュプノスと共謀してゼウスを眠りに誘い、その隙にポセイドーンがギリシア軍を奮起させ、戦の流れを変えた。このためトローイア軍は多くの将を失い、ヒュペレーノールもメネラーオスに脇腹を槍で刺されて死んだ。その後パトロクロスが戦死した際、遺体を守って戦うメネラーオスに対して、兄弟のエウポルボスがヒュペレーノールの仇を討とうと挑んだが、逆に返り討ちにあった。